# بيدي(سجائر)

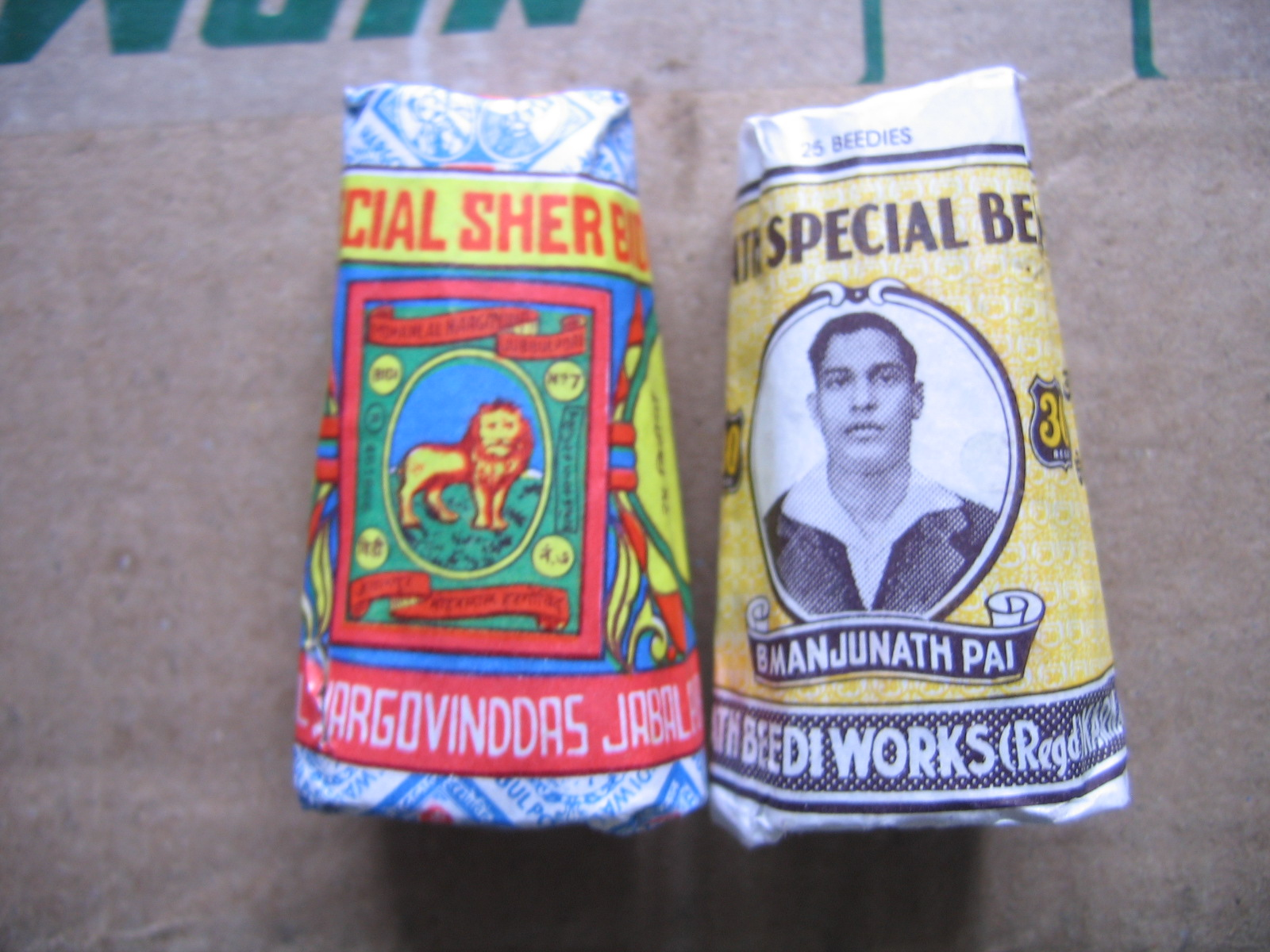
حزم من البيدي

البيدي : ( بيدي او بيري) : عبارة عن سيجارة رفيعة أو سيجار صغير مملوء برقائق التبغ وملفوف عادة في تيندو (خرمال أسود الخشب) أو ورقة (بيليوستيغما راسيموسوما) مربوطة بخيط أو مادة لاصقة في أحد طرفيها. أصله من شبه القارة الهندية، والاسم مشتق من الكلمة الماروارية بيدا - خليط من جوز التنبول، والأعشاب، والتوابل ملفوفة في ورقة.

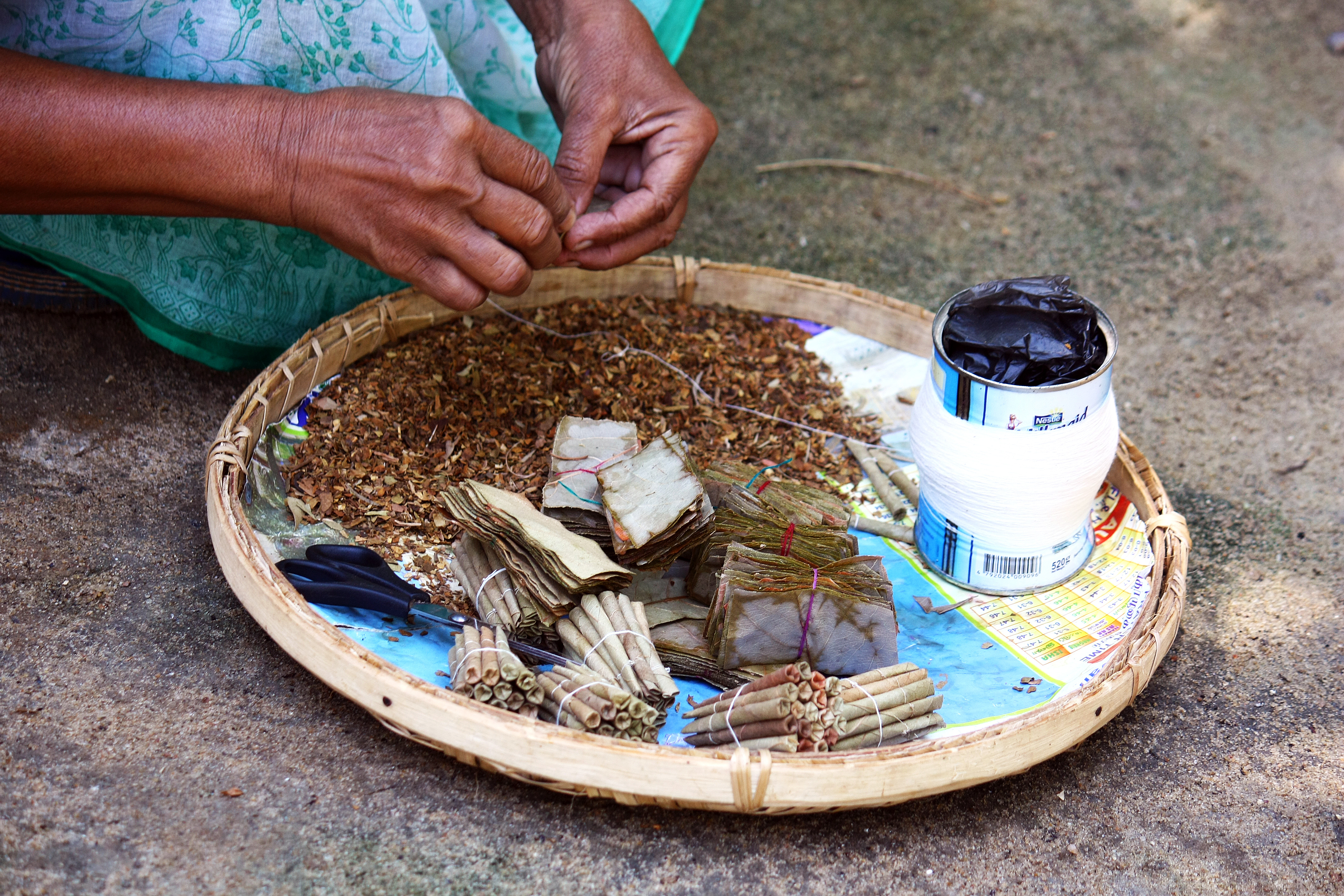
عملية صنع بيدي، مصنوعات يدوية نادرة في أكارايباتو، سريلانكا. يتم تحضير أوراق البيدي (بوهينيا راسيموزا) والتبغ المبشور ويتم الانتهاء منهما بربط الخيوط.

وهي طريقة تقليدية لاستخدام التبغ في جميع أنحاء جنوب آسيا وأجزاء من الشرق الأوسط، حيث يحظى (البيدي) بشعبية كبيرة  وغير مكلفة. في الهند، كما يفوق استهلاك البيدي السجائر التقليدية، وهو ما يمثل 48٪ من إجمالي استهلاك التبغ الهندي في عام 2008.

## التاريخ
تم اختراع البيدي بعد أن بدأت زراعة التبغ في الهند في أواخر القرن السابع عشر. كان عمال التبغ أول من صنعها عن طريق أخذ بقايا التبغ ولفها في أوراق الشجر.
شهدت صناعة البيدي الهندية التجارية نموًا سريعًا خلال ثلاثينيات القرن العشرين، ربما كان ذلك مدفوعًا بالتوسع في زراعة التبغ في ذلك الوقت، ولكن ساعده أيضًا دعم غاندي للصناعة الهندية والمنتجات الهندية. وربما بسبب هذا، نمت الطبقات المتعلمة في الهند لتفضيل البيدي  على السجائر على الرغم من انه لم يعد هذا هو الحال. كما أيد الزعماء المسلمون، "الذين يطلقون على السجائر منتجات أجنبية"، البيدي في بعض الأحيان.
وبحلول منتصف القرن العشرين، تطورت صناعة البيدي لتصبح صناعة ذات قدرة تنافسية عالية. وشهدت هذه المرحلة من الإنتاج التجاري - في ذروة شعبية البيدي - إنشاء العديد من العلامات التجارية الجديدة للبيدي، بالإضافة إلى مصانع البيدي التي توظف ما يزيد عن مائة، في المقام الأول الذكور، بكرات بيدي.
انخفض إنتاج البيدي في المصنع نتيجة لزيادة التنظيم خلال الأربعينيات والخمسينيات والستينيات  من القرن الماضي، وأصبحت صناعة البيدي صناعة منزلية مع قوة عاملة نسائية من المنزل تعمل في الغالب فقط في لف البيدي. وفي المقابل، يستمر توظيف الذكور في جوانب أخرى من إنتاج البيدي.
يميل تدخين البيدي إلى الارتباط بمكانة اجتماعية متدنية، حيث أن هذه الأوراق المليئة بالتبغ غير مكلفة بالمقارنة مع السجائر العادية. أولئك الذين يتمتعون بمكانة اجتماعية عالية والذين يدخنون البيدي غالبًا ما يفعلون ذلك بعيدًا عن أعين الجمهور؛ ومع ذلك، فإن الاتجاه الثقافي آخذ في التغير.

## التصنيع
يعمل أكثر من 3 ملايين هندي في صناعة البيدي، وهي صناعة منزلية تقوم بها النساء عادة في منازلهن. وجد تحليل صناعة بيدي في الهند أنه على الرغم من زيادة الأرباح، انخفضت أجور العمال وأن العاملات حصلن على أجور أقل بكثير من العمال الذكور.

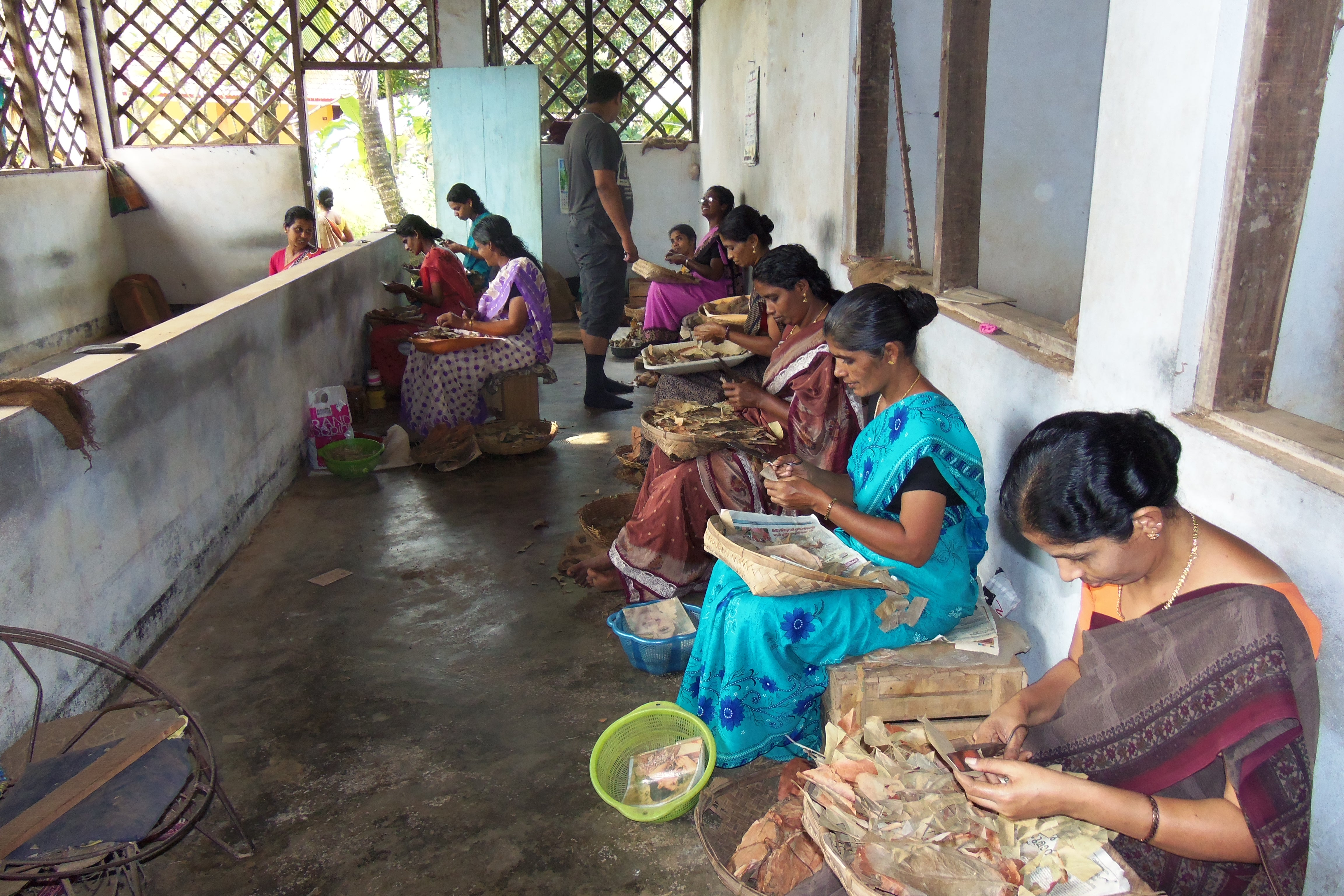
يقوم عمال المصنع بقص الأوراق يدويًا باستخدام مقص ودليل استنسل معدني. بعد قطع عدد كافٍ من الأغلفة، سينتقلون إلى لف حوالي 1000 قطعة نحل يوميًا.

يقوم العمال بلف ما متوسطه 500-1000 بيدي يوميًا، ويتعاملون مع 225-450 جرامًا (8-15+3⁄4 أونصة) من رقائق التبغ. يعد التعامل مع التبغ واستنشاق غباره خطراً مهنياً على عمال البيدي حيث تم العثور على مستوى متزايد من انحرافات الكروموسومات في دراسة علمية.
يحظى إنتاج البيدي بشعبية كبيرة أيضًا في بنغلاديش. وفقًا لقائمة السلع التي تنتجها عمالة الأطفال أو العمل القسري لعام 2014 والتي نشرها مكتب شؤون العمل الدولية، يوظف القطاع غير الرسمي في هذه البلدان أطفالًا دون السن القانونية في إنتاج البيدي "استجابة لتفضيلات المستهلكين".

### ورقة تيندو

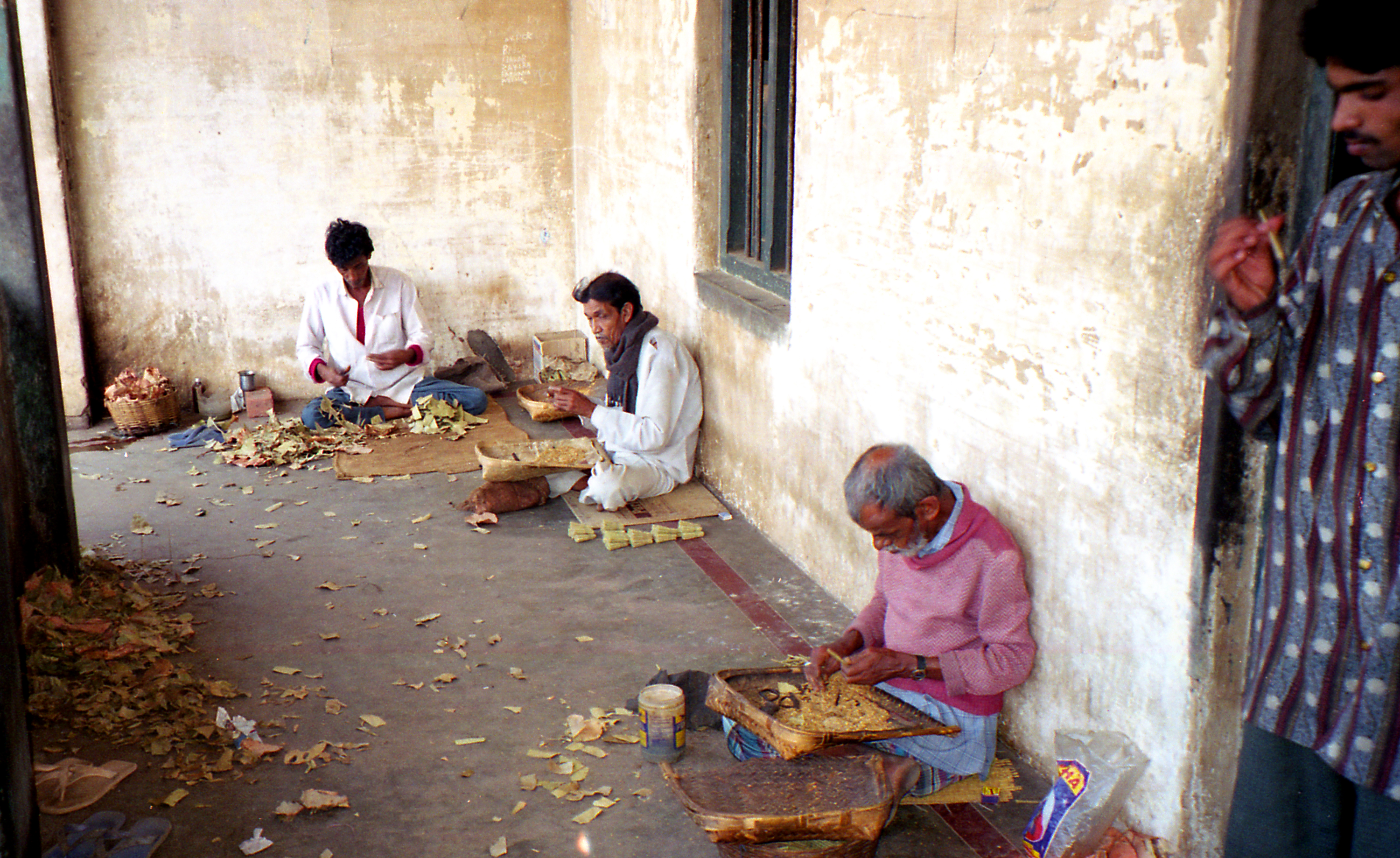
القطاع غير الرسمي يصنع البيدي.

تصنع اوراق تيندو (خرمال أسود الخشب) أغلفة ممتازة، ويعود نجاح البيدي جزئيًا إلى هذه الورقة. تتوافر الأوراق بكثرة بعد وقت قصير من معالجة محصول التبغ، وبالتالي تصبح جاهزة للاستخدام في صناعة البيدي. يتم جمع الأوراق في الصيف وتحويلها إلى حزم، ثم يتم تجفيفها في الشمس لمدة ثلاثة إلى ستة أيام قبل استخدامها كأغلفة.

## شعبية عالمية
بيدي، على عكس السجائر، يجب سحبها بشكل متكرر لإبقائها مشتعلة، والقيام بذلك يتطلب جهدًا.

### شمال أمريكا
في الولايات المتحدة، يتم التعامل مع البيدي مثل السجائر التقليدية. يتم فرض الضرائب عليهم بنفس المعدلات، ويشترط عليهم الحصول على ختم ضريبي، ويجب أن يحملوا تحذير (الجراح العام). ومع ذلك، أظهرت دراسة أجريت في سان فرانسيسكو أن حوالي أربع من كل عشر عبوات من البيدي لم تحتوي على علامة التحذير المطلوبة وأن سبعة من كل عشرة لم تحمل ختم الضرائب. تظهر إحصائيات عام 2006 حول استخدام التبغ أن 2.9% من طلاب المدارس الثانوية في الولايات المتحدة يشاركون في تدخين التبغ مقارنة بـ 1.4% ممن تتراوح أعمارهم بين 18 و24 عامًا. بعض أنواع البيدي بنكهة. حظرت كل من كندا والولايات المتحدة السجائر المنكهة.

### المملكة المتحدة
تعتبر البيدي قانونية حاليًا في المملكة المتحدة وتخضع لنفس الضرائب مثل السجائر،و يجب أن يكون عمر الشخص 18 عامًا أو أكثر لشرائها.

## تحذيرات صحية
يحتوي البيدي على كمية أكبر من النيكوتين وأول أكسيد الكربون والقطران ويحمل خطرًا أكبر للإصابة بسرطان الفم مقارنة بالسجائر التقليدية. كما هو الحال مع العديد من أنواع التدخين الأخرى، يزيد البيدي من خطر الإصابة بأنواع معينة من السرطان وأمراض القلب وأمراض الرئة. وقد يكون أيضًا أكثر ضررًا من الأشكال الأخرى لاستهلاك التبغ.
وكان تكرار التشوهات التنفسية أعلى لدى مدخني السجائر. يُعتقد أن انخفاض معدل انتشار التهاب الشعب الهوائية المزمن وقياسات التنفس غير الطبيعية لدى مدخني البيدي، مقارنةً بمدخني السجائر، يرجع في المقام الأول إلى انخفاض إجمالي استهلاك التبغ. لا يمكن استبعاد بعض التأثير الإضافي للدخان الناتج عن حرق أوراق غلاف البيدي ونوع التبغ المستخدم في البيدي.